# Ян Едвард Гранат
Ян Едвард Гранат (пол. Jan Edward Granat) (15 липня 1947, Ґміна Крочице) — польський дипломат. Генеральний консул Республіки Польща у Харкові (2010—2013)

## Життєпис
Народився 15 липня 1947 року в Ґміна Крочице. Закінчив Головну школу планування та статистики, магістр економіки і зовнішньої торгівлі.
З 1972 року працює в Міністерстві закордонних справ Польщі: У 1972—1976 рр. — аташе в польському посольстві в Східному Берліні
У 1980—1989 рр. — працював в польському посольстві у Відні
У 1989—1990 рр. — працював у Військовій місії в Західному Берліні
У 1990—1996 рр. — керував консульським відділом постійного представництва посольства Республіки Польща в Берліні.
У 1998—2003 рр. — Генеральний консул Республіки Польща у Лейпцигу
У 2005—2007 рр. — Генеральний консул Республіки Польща у Гамбурзі.
У 2010—201З рр. — Генеральний консул Республіки Польща у Харкові (Україна).

## Почесні звання
- Почесний громадянин Харківського району Харківської області (2011)[3].